# جيسيكا جونسون
جيسيكا جونسون (بالألمانية: Jessica Johnson) (و. 1981 – م) هي ممثلة، وممثلة أفلام، من المملكة المتحدة.

## وصلات خارجية
- جيسيكا جونسون على موقع IMDb (الإنجليزية)
- جيسيكا جونسون على موقع قاعدة بيانات الفيلم (الإنجليزية)